# Michael Rostock

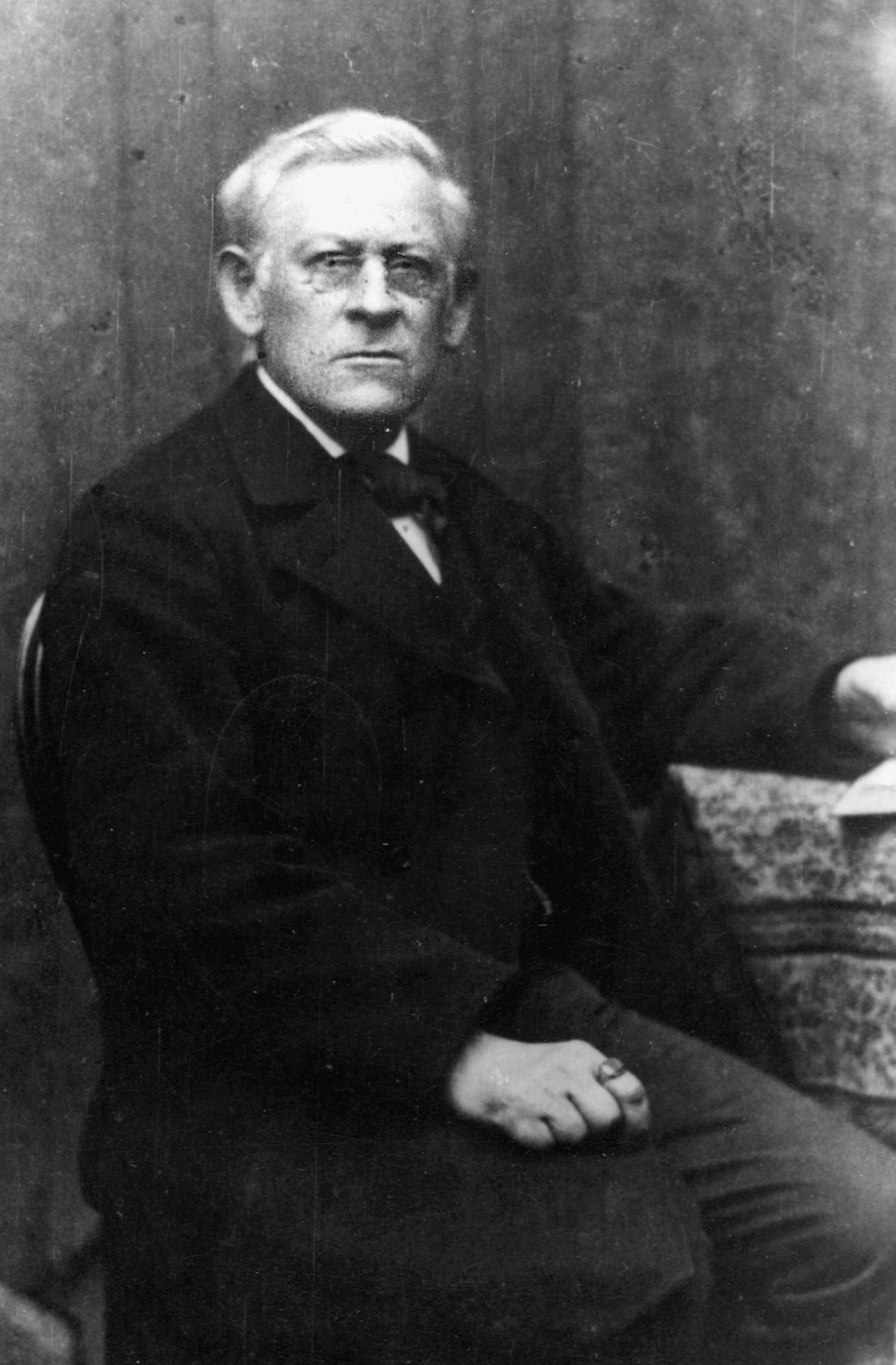
Michael Rostock

Michael Rostock (sorbisch Michał Rostok; * 21. April 1821 in Ebendörfel bei Großpostwitz; † 17. September 1893 in Gaußig) war ein sorbischer Botaniker und Entomologe aus Sachsen. Er zählt zu den bedeutendsten sorbischen Naturwissenschaftlern.

## Leben
Rostock wurde als Sohn eines armen sorbischen Häuslers und Schneiders geboren. Er war zunächst als Hilfslehrer in Göda, danach als Lehrer in Dretschen (Doberschau-Gaußig) angestellt und verbrachte seinen Lebensabend in Gaußig, wo er schließlich 1893 verstarb. Zeit seines Lebens bemühte er sich um eine Erhöhung der naturwissenschaftlichen Volksbildung.

## Wirken

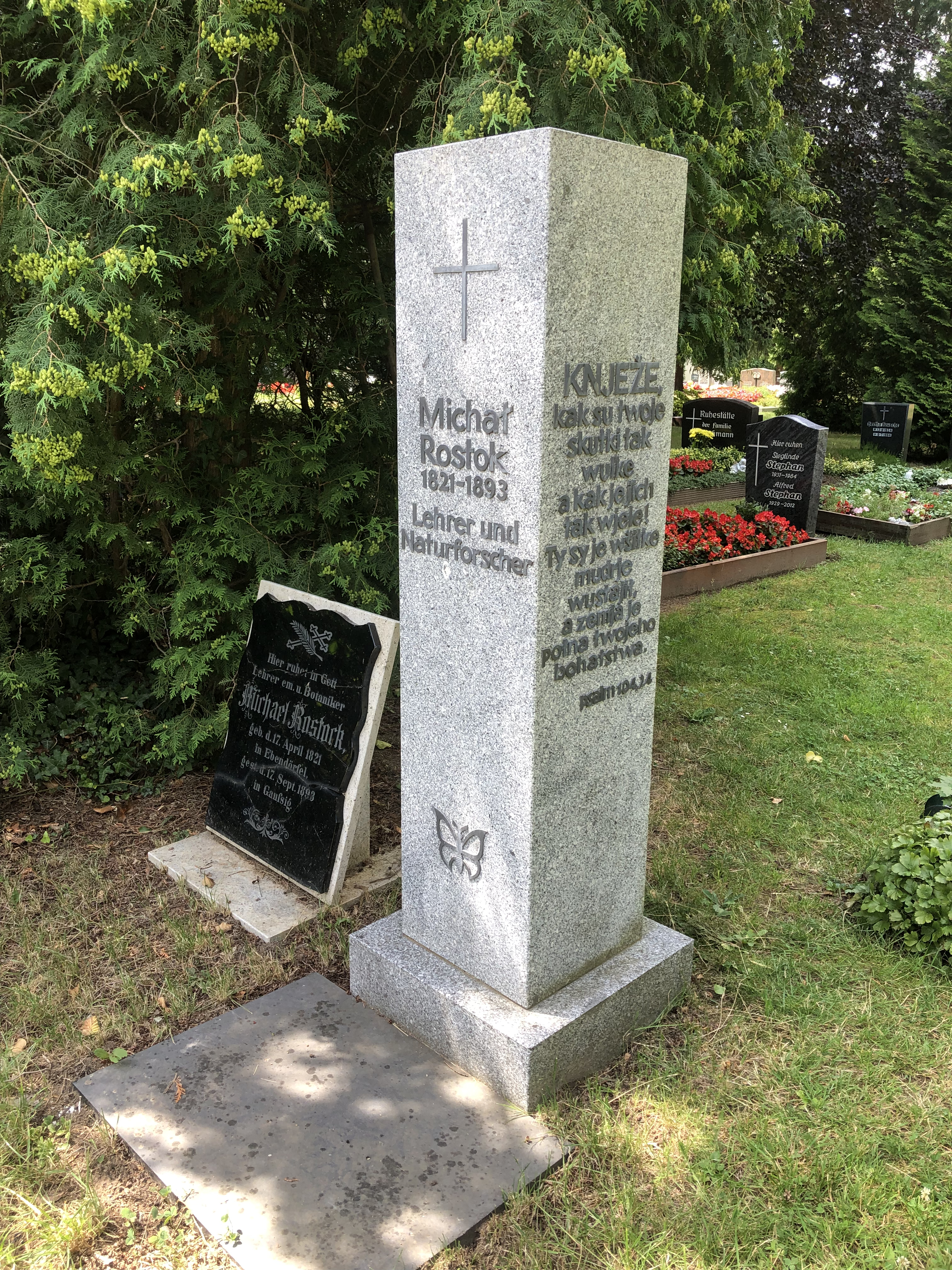
Gedenkstein für Michael Rostock am Grab auf dem Friedhof in Gaußig

Rostock war naturwissenschaftlich vielseitig interessiert und auch tätig. Er schrieb und publizierte Abhandlungen zu Fragen der Astronomie, Geologie, Mineralogie, vor allem aber zu Fragen der Botanik und Zoologie. Er erforschte systematisch Flora und Fauna der Lausitz. Sein bevorzugtes Forschungsgebiet war der Große Picho. Dank umfangreicher Sprachkenntnis stand er in regem Austausch mit deutschen und ausländischen Naturforschern und lieferte dabei Pflanzen und Tiere für etliche Sammlungen. Einige seiner Neuentdeckungen von Insekten und Pflanzen fanden dabei auch internationale Anerkennung. Große Aufmerksamkeit widmete er der systematischen Bestandserhebung der Netzflügler seiner Heimat.
Bei der Benennung von Pflanzen und Insekten vergab er neben der lateinischen und deutschen auch eine sorbische Bezeichnung. Fand er keine sorbischen Namen, griff er auf tschechische, polnische und russische Bestimmungen zurück. Noch bevor er 20 wurde, begann er ein sorbisches Handbuch der Pflanzenkunde zu schreiben. Heute liegen viele ungedruckte Manuskripte vor, aber auch elf umfangreiche wissenschaftliche Arbeiten in deutschen und 68 in sorbischen naturwissenschaftlichen Studien. Die handschriftlichen Niederschriften dienten Christian Traugott Pfuhl (1825–1889) bei der sorbischen Bezeichnung von Flora und Fauna in dessen Obersorbisch-Deutschen Wörterbuch. Jan Radyserb-Wjela (1822–1907) und Michael Urban gaben Rostocks Sorbische Pflanzennamen (erschienen 1908) heraus.
Neben seiner wissenschaftlichen Arbeit schrieb er einige Erzählungen und Schilderungen, die sich oft auf die Beobachtungen in der Natur bezogen und in denen Mensch und Natur eine Einheit bilden.

## Werke
- Der Winter (ca. 1871)